# 에버 부비부비 F4
부비부비 F4는 KT테크에서 2010년 5월에 출시한 휴대 전화로, 모델명:EV-F200(KT)의 다른 이름이다.

## 참고 자료
- KT테크 : 부비부비 F4 (EV-F200)[깨진 링크(과거 내용 찾기)]
- 세티즌 : EV-F200